# Trouans
Trouans és un municipi francès situat al departament de l'Aube i a la regió del Gran Est. L'any 2007 tenia 227 habitants.

## Demografia

### Població
El 2007 la població de fet de Trouans era de 227 persones. Hi havia 90 famílies de les quals 24 eren unipersonals (4 homes vivint sols i 20 dones vivint soles), 33 parelles sense fills i 33 parelles amb fills.
La població ha evolucionat segons el següent gràfic:
Habitants censats

### Habitatges
El 2007 hi havia 110 habitatges, 96 eren l'habitatge principal de la família, 4 eren segones residències i 10 estaven desocupats. 109 eren cases i 1 era un apartament. Dels 96 habitatges principals, 70 estaven ocupats pels seus propietaris, 22 estaven llogats i ocupats pels llogaters i 3 estaven cedits a títol gratuït; 2 tenien dues cambres, 17 en tenien tres, 28 en tenien quatre i 49 en tenien cinc o més. 77 habitatges disposaven pel capbaix d'una plaça de pàrquing. A 48 habitatges hi havia un automòbil i a 37 n'hi havia dos o més.

### Piràmide de població
La piràmide de població per edats i sexe el 2009 era:
| Homes | Edats   | Dones |
| ----- | ------- | ----- |
| 0     | 95 o +  | 0     |
| 0     | 90 a 94 | 0     |
| 0     | 85 a 89 | 0     |
| 4     | 80 a 84 | 4     |
| 0     | 75 a 79 | 4     |
| 12    | 70 a 74 | 4     |
| 12    | 65 a 69 | 12    |
| 4     | 60 a 64 | 12    |
| 8     | 55 a 59 | 4     |
| 12    | 50 a 54 | 0     |
| 16    | 45 a 49 | 4     |
| 0     | 40 a 44 | 12    |
| 16    | 35 a 39 | 4     |
| 0     | 30 a 34 | 4     |
| 4     | 25 a 29 | 0     |
| 0     | 20 a 24 | 4     |
| 4     | 15 a 19 | 8     |
| 0     | 10 a 14 | 4     |
| 8     | 5 a 9   | 4     |
| 4     | 0 a 4   | 4     |

## Economia
El 2007 la població en edat de treballar era de 125 persones, 89 eren actives i 36 eren inactives. De les 89 persones actives 80 estaven ocupades (45 homes i 35 dones) i 9 estaven aturades (5 homes i 4 dones). De les 36 persones inactives 11 estaven jubilades, 10 estaven estudiant i 15 estaven classificades com a «altres inactius».

### Ingressos
El 2009 a Trouans hi havia 84 unitats fiscals que integraven 207 persones, la mediana anual d'ingressos fiscals per persona era de 16.013 €.

### Activitats econòmiques
Dels 5 establiments que hi havia el 2007, 1 era d'una empresa de fabricació d'altres productes industrials, 1 d'una empresa de construcció, 1 d'una empresa de comerç i reparació d'automòbils, 1 d'una empresa d'hostatgeria i restauració i 1 d'una empresa de serveis.
Dels 2 establiments de servei als particulars que hi havia el 2009, 1 era una fusteria i 1 restaurant.
L'any 2000 a Trouans hi havia 13 explotacions agrícoles.

## Equipaments sanitaris i escolars
El 2009 hi havia una escola elemental integrada dins d'un grup escolar amb les comunes properes formant una escola dispersa.

## Poblacions més properes
El següent diagrama mostra les poblacions més properes.